# Penthimiopsis brunomaculata
Penthimiopsis brunomaculata är en insektsart som beskrevs av Evans 1972. Penthimiopsis brunomaculata ingår i släktet Penthimiopsis och familjen dvärgstritar. Inga underarter finns listade i Catalogue of Life.